# Liste der Monuments historiques in Longperrier
Die Liste der Monuments historiques in Longperrier führt die Monuments historiques in der französischen Gemeinde Longperrier auf.

## Liste der Objekte
| Bezeichnung                             | Beschreibung | Standort                           | Kennzeichnung | Schutzstatus | Datum | Bild |
| --------------------------------------- | --- | ---------------------------------- | ------------- | ------------ | ----- | ---- |
| Taufbecken                              | Kreisförmiges Taufbecken aus Stein, das mit Schnörkeln verziert wurde und auf einer Säule ruht. Hergestellt im 16. Jahrhundert.          | In der Kirche Ste-Madeleine (Lage) | PM77000972    | Classé       | 1906  |      |
| Grabplatte für Jean de Chambly († 1324) | Eine Steinplatte mit dem eingravierten Bildnis des Verstorbenen und zwei Wappen an den Kopfseiten. Entstehungszeit im 14. Jahrhundert.   | In der Kirche Ste-Madeleine (Lage) | PM77000971    | Classé       | 1906  |      |
| Grabplatte einer unbekannten Nonne      | Eine Steinplatte mit dem Bildnis der Verstorbenen und dem Sterbejahr 1636 wurden als Relief eingraviert. Hergestellt im 17. Jahrhundert. | In der Kirche Ste-Madeleine (Lage) | PM77000973    | Classé       | 1972  |      |